# Vampir
Vampir (prasl. ǫpyrь), u pučkom vjerovanju, mrtvac koji ustaje noću iz groba i siše ljudima krv, a također posjeduje čarobne i nadnaravne moći. Vampirom postaje zao čovjek ili onaj kome je vampir sisao krv. Skoro sve kulture i civilizacije posjeduju nekakav mit o nemrtvim krvopijnim stvorenjima ili vampirima. No, sam izraz vampir potječe s Balkana i Istočne Europe, gdje su mitovi o vampirima bili česti i odakle su se u 18. stoljeću proširili na Zapadnu Europu.
Prva dokumentirana uporaba riječi vampir jest za osobu pod imenom Arnold Paole (vjerojatno: Arnaut Pavle?) iz sela Medveđa kod Kruševca u Srbiji 1725. u izvješću lokalnog liječnika Beču u vrijeme kada Srbijom vlada Austrija (1717. – 1739.).
U prirodi postoje životinje i organizmi koji žive na tekućinama drugih životinja, od kojih je jedna i krv te se termin vampirizam ili krvopijstvo u zoologiji koristi za, na primjer: pijavice, komarce i neke vrste šišmiša.
U popularnoj kulturi termin vampirizam ili krvopijstvo koristi se i kao pogrdan naziv za amoralno i bezgranično iskorištavanje pojedinaca ili društva. Isto tako, vampirstvo, vampirizam ili povampirenje su termini koji se rabe za demoniziranje pojedinaca ili skupina jer se vampiri prema nekim narodnim vjerovanjima smatraju demonima i oličenjem zla jednaki Sotoni.

## Etimologija
Riječ "vampir" potječe iz praslavenskog jezika. Smatra se da je prvobitni oblik riječi proširio s istoka prema zapadu, slavenskim zemljama, Balkanom, dinarskim i jadransko-panonskim krajevima, gdje je prilagođen različitim jezicima.
U engleskom jeziku je riječ "vampire" prvi put zabilježena 4. svibnja 1732. kada je časopis "London Journal" objavio članak o navodnoj vampirskoj epidemiji u beogradskoj okolici.

## Podrijetlo legende
Mitovi o krvožednim stvorenjima poput vampira postojali su još u drevnim civilizacijama Egipta, Mezopotamije, Perua, Indije i Kine, sudeći prema mitovima i božanstvima koja su imala vampirske karakteristike. Na području Europe mit o vampirima najrašireniji je među slavenskim narodima i njihovim bliskim susjedima (Albanija, Grčka, Litva). Vjeruje se da je nastanak predaja o vampirima povezan sa slavenskim animističkim kultovima.

## Vampiri u popularnoj kulturi
Vampiri ulaze u književnost u 18. stoljeću. Prvo prozno djelo o vampirima napisao je 1816. John Polidori ("The Vampyre"), ali opću popularnost postižu tek nakon objave gotičkog romana "Drakula" Brama Stokera 1897. godine. Od tada je napisan niz književnih djela o vampirima.
Na filmskom platnu vampiri se pojavljuju 1922. u kultnom njemačkom nijemom filmu redatelja Murnaua "Nosferatu" u kojem je zapaženu ulogu vampira ostvario glumac Max Schreck. Svjetsku popularnost ulogom grofa Drakule u nizu filmova postigli su Bela Lugosi i Christopher Lee.
- Popis filmova o vampirima
- Popis knjiga o vampirima